# Revolver (álbum)
Revolver é o sétimo álbum de estúdio da banda britânica de rock The Beatles. Foi lançado em 5 de agosto de 1966, acompanhado pelo single de duplo lado A "Eleanor Rigby" / "Yellow Submarine". O álbum foi o último projeto de gravação dos Beatles antes de se aposentarem das apresentações ao vivo e marca o uso mais evidente da tecnologia de estúdio pela banda até o momento, aproveitando os avanços de seu lançamento do final de 1965, Rubber Soul. Desde então, passou a ser considerado um dos maiores e mais inovadores álbuns da história da música popular, com reconhecimento centrado na sua variedade de estilos musicais, diversidade de sons e conteúdo lírico.
A banda gravou Revolver após tirar uma pausa de três meses no início de 1966, e durante um período em que Londres foi festejada como a capital cultural da época. Considerada por alguns comentaristas como o início da fase psicodélica do grupo, as canções refletem seu interesse no LSD, na filosofia oriental e no avant-garde ao abordar temas como morte e transcendência de preocupações materiais. Sem planos de reproduzir seu novo material no palco, a banda fez uso abundante de técnicas de estúdio, tais quais a Automatic Double-Tracking (ADT), variação de pitch, reversão de fitas e o uso de instrumentos fora de sua configuração padrão ao vivo.
No Reino Unido, as quatorze faixas do álbum foram gradualmente divulgadas às estações de rádio nas semanas anteriores ao seu lançamento. Na América do Norte, Revolver foi reduzido a onze canções pela Capitol Records, com as três omitidas aparecendo no LP de junho de 1966, Yesterday and Today. O lançamento lá coincidiu com a última apresentação paga dos Beatles e a polêmica em torno do comentário de John Lennon de que a banda havia se tornado "mais popular que Jesus". O álbum liderou a parada britânica por sete semanas e a lista da Billboard Top LPs por seis semanas. A reação crítica foi altamente favorável no Reino Unido porém menor nos Estados Unidos em meio ao desconforto da imprensa com a franqueza da banda sobre questões contemporâneas.
Revolver expandiu as fronteiras da música pop, revolucionou as práticas na gravação em estúdio, avançou os princípios adotados pela contracultura dos anos 1960, e inspirou o desenvolvimento de gêneros como o rock psicodélico, electronica, rock progressivo e world music. A capa do álbum, projetada por Klaus Voormann, combinou traços de desenho ao estilo de Aubrey Beardsley com colagem de fotos e ganhou o Grammy Award para Melhor Capa de Álbum(em inglês) em 1967. Foi classificado em primeiro lugar nas edições de 1998 e 2002 do livro All Time Top 1000 Albums de Colin Larkin e em terceiro lugar nas edições de 2003 e 2012 da lista da revista Rolling Stone dos "500 Maiores Álbuns de Todos os Tempos". O álbum foi certificado em disco de platina duplo pela Indústria Fonográfica Britânica e seis vezes em platina pela Associação Americana da Indústria de Gravação. Uma edição expandida e remixada(em inglês) do álbum foi lançada em 2022.

## Contexto
Em dezembro de 1965, o álbum Rubber Soul dos Beatles foi lançado para ampla aclamação crítica. De acordo com o autor David Howard, os limites da música pop "foram elevados à estratosfera" por seu lançamento, resultando em uma mudança de foco dos singles para a criação de álbuns com qualidade consistentemente alta. No mês de janeiro seguinte, os Beatles realizaram overdubs em gravações ao vivo retiradas de sua turnê de agosto de 1965 para inclusão no filme-concerto Show dos Beatles no Shea Stadium. O empresário do grupo, Brian Epstein, pretendia que 1966 seguisse o padrão dos dois anos anteriores, em termos da banda preparar um longa-metragem e um álbum acompanhante, seguidos por turnês durante os meses de verão. Após os Beatles vetarem o projeto de filme proposto, o tempo alocado para as filmagens passou a ser mais três meses livres de compromissos profissionais. Esse foi o período mais longo que os membros da banda vivenciaram fora do coletivo do grupo desde 1962, e desafiou a convenção de que bandas pop deveriam trabalhar quase continuamente. O grupo teve assim uma quantidade de tempo até então inédita para se preparar para um novo álbum.

Literalmente qualquer coisa (poderia sair das próximas sessões de gravação). Música eletrônica, piadas (...) uma coisa é certa: o próximo LP será bem diferente.

– John Lennon, março de 1966
O biógrafo dos Beatles, Nicholas Schaffner, citou 1966 como o início do "período psicodélico" da banda, assim como os musicólogos Russell Reising e Jim LeBlanc. A jornalista musical Carol Clerk descreveu Revolver como tendo sido "decisivamente esclarecido pelo ácido", seguindo o uso contínuo do LSD por John Lennon e George Harrison desde a primavera de 1965. Através dessas experiências, os dois músicos desenvolveram um deslumbramento pelos conceitos da filosofia oriental, particularmente a respeito da ilusória natureza da existência humana. Apesar da insistência de seus companheiros de banda, após Ringo Starr também ter consumido a droga, Paul McCartney se recusou a provar o LSD. Com a intenção de melhorar a si mesmo, McCartney inspirou-se no estímulo intelectual que experimentou no cenário artístico de Londres, particularmente na sua próspera comunidade de vanguarda. Com Barry Miles como guia, ele mergulhou no nascente movimento da contracultura britânica, que logo emergiu como underground.
Enquanto organizava datas para a turnê mundial da banda, Epstein concordou com a proposta da jornalista Maureen Cleave dos Beatles serem entrevistados separadamente para uma série de artigos que iriam explorar a personalidade e o estilo de vida de cada membro da banda, além de sua identidade como um Beatle. Os artigos foram publicados em edições semanais no jornal Evening Standard de Londres ao longo de março de 1966, e refletiu a transformação que estava em andamento durante os meses de inatividade do grupo. Dos dois compositores principais, Cleave considerou John intuitivo, preguiçoso e insatisfeito com a fama e o ambiente no interior de Surrey, enquanto Paul transmitiu convicção e uma fome por conhecimento e novas possibilidades criativas. Em seu livro Revolver: How the Beatles Reimagined Rock 'n' Roll, Robert Rodriguez escreve que, enquanto Lennon tinha sido a força criativa dominante dos Beatles antes de Revolver, McCartney agora alcançava uma posição aproximadamente igual à dele. Em um desenvolvimento posterior, o interesse de George pela música e cultura da Índia, e o seu estudo da sitar indiana, inspiraram-no como compositor. De acordo com o autor Ian Inglis, Revolver é amplamente visto como "o álbum em que Harrison atingiu a maioridade como compositor".

## Histórico de gravação

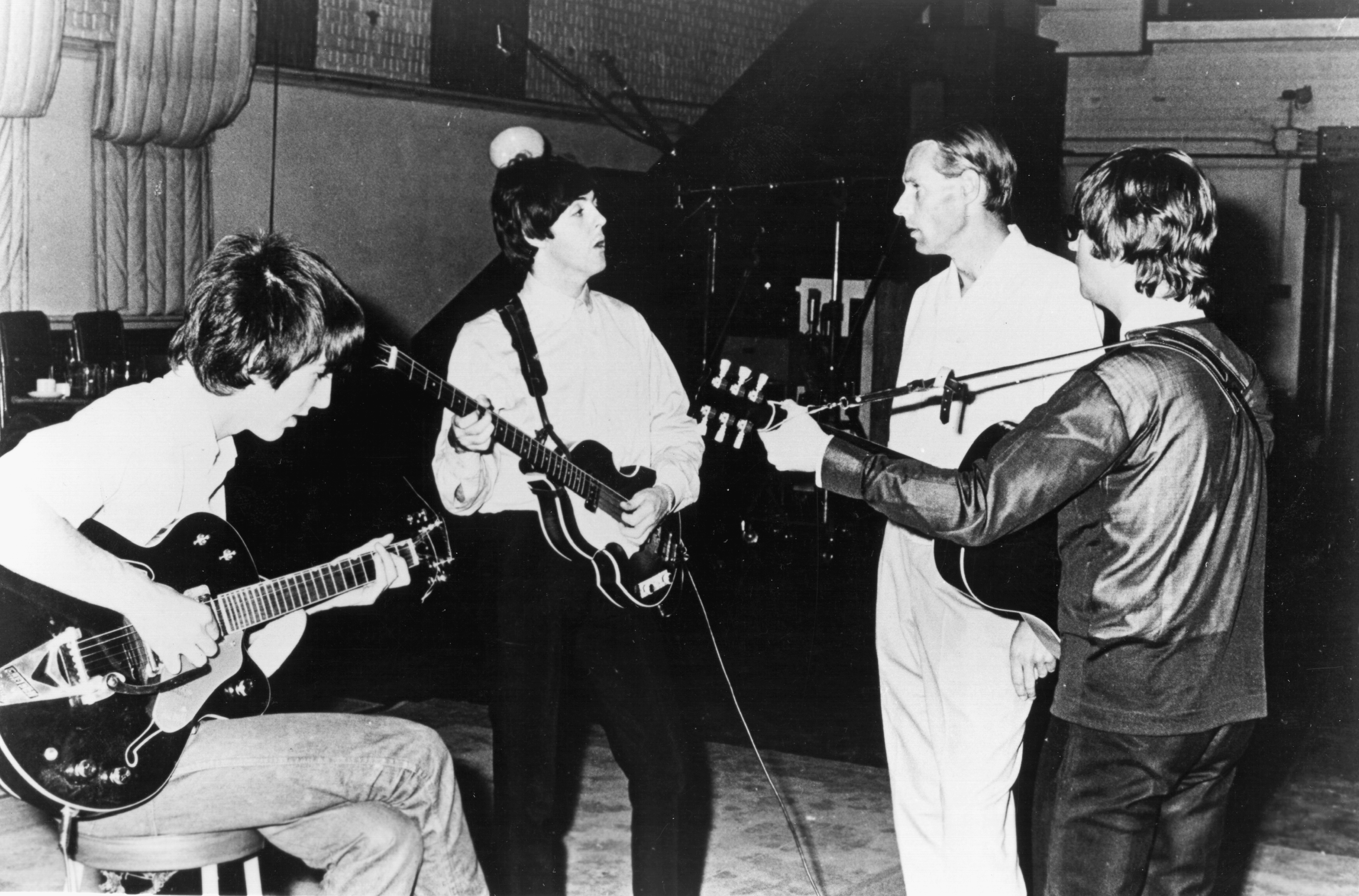
George, Paul e John com George Martin nos estúdios da EMI em 1966.

Os Beatles esperavam trabalhar em espaços mais modernos do que o Abbey Road Studios da EMI em Londres, e estavam impressionados com o som dos discos produzidos no Stax Studios em Memphis. Em março de 1966, Epstein apurou a possibilidade deles gravarem seu novo álbum no Stax, onde, de acordo com uma carta escrita por George dois meses antes, o grupo desejava trabalhar com o produtor Jim Stewart. A ideia foi abandonada após os moradores locais invadirem o prédio da Stax. Também houve planos de usarem os estúdios da Atlantic Records em Nova Iorque ou o "Hitsville U.S.A." da Motown Records em Detroit.
No entanto, as gravações se iniciaram no Estúdio 3 da EMI em Londres no dia 6 de abril, com George Martin servindo novamente como produtor. A primeira faixa gravada foi "Tomorrow Never Knows" de John, cujo arranjo mudou consideravelmente entre a tomada inicial daquele dia e o remake subsequente. Essa primeira versão de "Tomorrow Never Knows", assim como outros outtakes das sessões do álbum, foi incluída na compilação de 1996, Anthology 2. Também gravadas durante as sessões de Revolver foram as canções "Paperback Writer" e "Rain", lançadas em single no final de maio.

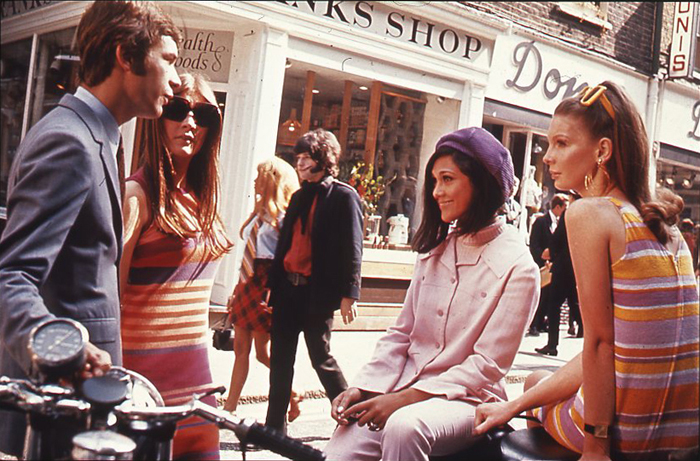
Swinging London, Carnaby Street, c. 1966. A criação do álbum coincidiu com o reconhecimento internacional do papel de Londres como a capital cultural.

A banda trabalhou em dez canções, incluindo ambos os lados do próximo single, até 1º de maio, quando tiveram que interromper as sessões para se apresentarem no anual Poll-Winners Concert da NME. Em um período em que a revista Time apelidou Londres de "Swinging City", reconhecendo tardiamente a sua ascensão como a capital cultural da época, os Beatles se inspiraram ao assistir a shows de artistas visitantes, estreias de filmes, peças de teatro e outros eventos culturais. De fevereiro a junho, esses números artísticos incluíram Stevie Wonder, Roy Orbison, The Lovin' Spoonful, The Mamas & the Papas, Bob Dylan (com quem eles socializaram incessantemente), Luciano Berio e Ravi Shankar. Durante meados de maio, John e Paul participaram de uma festa particular para ouvir ao álbum Pet Sounds dos Beach Boys, e McCartney conheceu o diretor italiano Michelangelo Antonioni, que filmou o filme Blow-Up em Londres, inspirado no cenário contemporâneo da moda.
Em 16 de maio, Epstein respondeu a um pedido da gravadora Capitol Records, subsidiária norte-americana da EMI, para prover três novas canções para um próximo lançamento nos Estados Unidos, intitulado Yesterday and Today. Lançado em 20 de junho, esse álbum combinou faixas que a Capitol havia omitido dos lançamentos anteriores dos Beatles na América do Norte com canções que a banda havia originalmente lançado apenas em singles. Das seis gravações concluídas para Revolver, Martin selecionou três canções escritas por Lennon, já que as sessões haviam favorecido suas composições até então. Desejando limitar a interrupção da gravação que múltiplas aparições na televisão criariam, os Beatles passaram dois dias produzindo clipes promocionais para o single de "Paperback Writer". O primeiro conjunto de filmagens foi gravado no Estúdio 1 da EMI em 19 de maio, por Michael Lindsay-Hogg, diretor do programa televisivo Ready Steady Go! No dia seguinte, o grupo fez mais clipes para as duas canções no terreno da Chiswick House, no oeste de Londres. Diante das reclamações dos fãs sobre o distanciamento em seu novo trabalho, no entanto, a banda concordou em fazer uma aparição ao vivo no programa Top of the Pops no dia 16 de junho.
O companheirismo entre os quatro Beatles atingiu seu auge durante esse período. Mesmo assim, um desentendimento entre Paul e seus colegas de banda resultou na saída de McCartney do estúdio durante a sessão final, para a canção "She Said She Said" de Lennon, em 21 de junho, dois dias antes da banda voar para a Alemanha Ocidental para a primeira etapa de sua turnê mundial. Os Beatles passaram 220 horas gravando Revolver – um valor que exclui sessões de mixagem e se compara a menos de 80 horas de Rubber Soul. A mixagem final do álbum ocorreu em 22 de junho. Os Beatles comemoraram a conclusão do projeto comparecendo à inauguração da boate Sibylla's.

## Técnicas de produção

### Estética do estúdio
Revolver rapidamente se tornou o álbum onde os Beatles diriam: "Certo, isso parece ótimo, agora vamos tocar (a gravação) ao contrário ou acelerar ou desacelerar." Eles tentaram tudo ao contrário, só para ver como eram as coisas.

– Geoff Emerick, engenheiro de gravação da EMI
As sessões de Revolver aprofundaram a experimentação em estúdio evidente em Rubber Soul. Com os Beatles cada vez mais envolvidos na produção de sua música, o papel de George Martin como produtor havia se alterado para um "facilitador", ou colaborador, pelo qual a banda agora contava para tornar suas ideias uma realidade. Pela primeira vez no EMI, os gravadores de quatro trilhas haviam sido instalados na sala de controle do estúdio, ao lado do produtor e do engenheiro de balanceamento, ao invés de estar em uma sala dedicada. O novo engenheiro de som dos Beatles no projeto foi Geoff Emerick, na época com dezenove anos de idade. Emerick relembra que não ocorreu nenhum processo de pré-produção ou ensaio para Revolver, em vez disso, a banda utilizou o estúdio para criar cada canção do que muitas vezes era apenas um esboço de uma composição. Falando pouco antes do início das sessões, John disse que consideraram fazer do álbum um fluxo contínuo de faixas, sem intervalos para diferenciar cada canção.

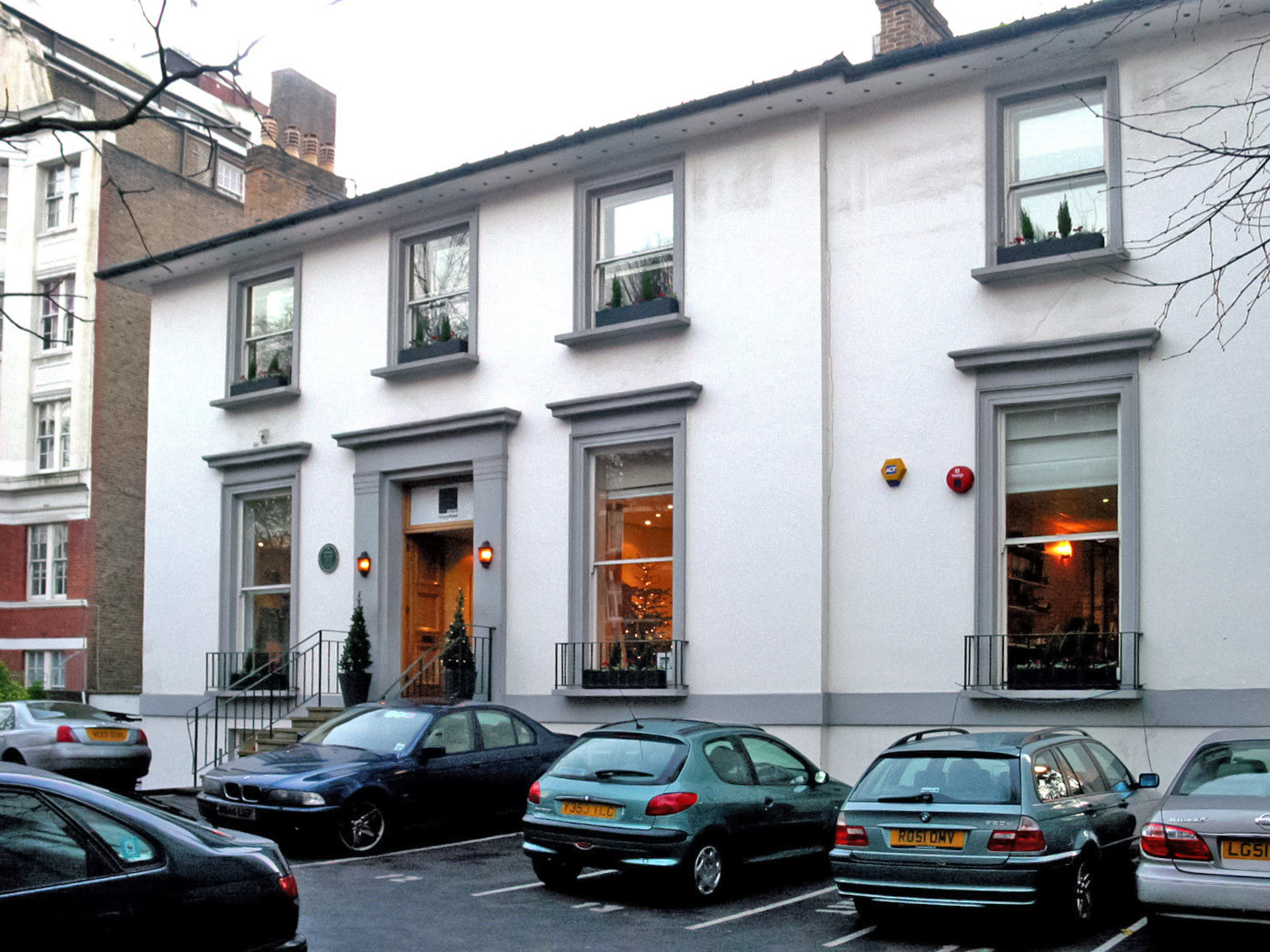
Abbey Road Studios da EMI (retratado em 2005). A maioria das sessões de Revolver aconteceram no íntimo Estúdio 3 do espaço.

A vontade do grupo de experimentar também ficou evidente na sua dedicação de encontrar e inventar sons que capturassem a percepção elevada que eles experimentaram através das drogas alucinógenas. O álbum fez um uso descontraído da compressão e equalização tonal. Emerick contou que os Beatles encorajaram a equipe de estúdio a romper com as normas padrões de gravação, adicionando: "Foi posto quando começamos Revolver de que cada instrumento deveria soar diferente de si mesmo: um piano não deveria soar como um piano, uma guitarra não deveria soar como uma guitarra."
Em busca por novas sonoridades, a banda incorporou pela primeira vez em seu trabalho instrumentos como a tambura e a tabla indianas, o clavicórdio, o vibrafone e o piano de tachinhas(em inglês). O som da guitarra estava mais robusto do que antes com o uso de novos amplificadores Fender; a escolha das guitarras, que incluiu George utilizando de preferência uma Gibson SG, e a introdução de compressores do modelo Fairchild 660 para a gravação. Sem expectativas de serem capazes de recriar a sua nova música dentro dos limites de seus shows ao vivo, os Beatles cada vez mais usaram colaboradores externos ao fazer o álbum. Isso incluiu o primeiro uso de uma seção de sopros pela banda, em "Got to Get You into My Life", e a primeira vez em que eles incorporaram efeitos sonoros extensivamente, em "Yellow Submarine".

### Inovações
Existem sons (em Revolver) que ninguém havia feito ainda – quero dizer, ninguém, nunca.

– Paul McCartney, 1966
O autor Mark Brend escreve que, com Revolver, os Beatles avançaram com a estratégia do produtor musical Joe Meek de utilizar o estúdio de gravação como um instrumento musical, e "formalizaram esta abordagem no que agora é uma escolha reconhecida de como fazer música pop". Uma técnica de produção chave utilizada foi a Automatic Double-Tracking (ADT), criada pelo engenheiro técnico da EMI, Ken Townsend, em 6 de abril. Esta técnica empregou dois gravadores de fita interligados para automaticamente criarem uma trilha vocal dobrada (ou duplicada). O método padrão era dobrar o vocal cantando a mesma parte duas vezes em uma fita multitrilha, uma tarefa que Lennon particularmente não gostava. Os Beatles ficaram encantados com a invenção e a usaram extensivamente em Revolver. A ADT logo se tornou uma técnica de produção padrão no pop e levou a desenvolvimentos relacionados, como o efeito chorus artificial.
O trabalho mais experimental da banda durante as sessões foi canalizado em "Tomorrow Never Knows". John fez seus vocais para a canção através de alto-falantes giratórios dentro de um gabinete Leslie, projetado para um órgão Hammond. O efeito foi utilizado durante toda a primeira tomada da faixa, porém apenas na segunda parte do remake. De acordo com o autor Andy Babiuk, "Tomorrow Never Knows" marcou a primeira vez que um vocal foi gravado usando um microfone conectado à entrada de um alto-falante Leslie. Muita da faixa de apoio da canção consiste em uma série de loops de fita prontos, uma ideia originada de Paul, e que foi influenciada pelo trabalho de artistas de vanguarda como Karlheinz Stockhausen, que frequentemente fazia experiências com fitas magnéticas e técnicas da música concreta. Cada um dos Beatles preparou loops em casa, e uma seleção desses sons foi então adicionada na faixa musical de "Tomorrow Never Knows". O processo foi realizado ao vivo, com vários gravadores funcionando simultaneamente, e alguns dos maiores loops se estendendo para fora da sala de controle para os corredores.
A inclusão de sons de fita invertidos em "Rain" (especificamente, uma parte do vocal de Lennon) marcou o primeiro lançamento pop a usar essa técnica, embora os Beatles tivessem primeiramente utilizada ela em alguns dos loops de fita e em um solo de guitarra em "Tomorrow Never Knows". O solo de guitarra ao contrário (backmasked) em "I'm Only Sleeping" foi semelhantemente inédito na música pop, a qual George compôs e gravou suas partes de guitarra com uma ideia de como as notas iriam soar quando a direção da fita fosse corrigida. Experimentações com sons invertidos foi um aspecto crucial das sessões de Revolver, como foi o uso do efeito do alto-falante Leslie. O interesse da banda nos tons resultantes da alteração de velocidade da fita (varispeeding(em inglês)) estendeu-se à gravação de uma faixa rítmica em um andamento mais rápido do que pretendiam que a música soasse no disco.

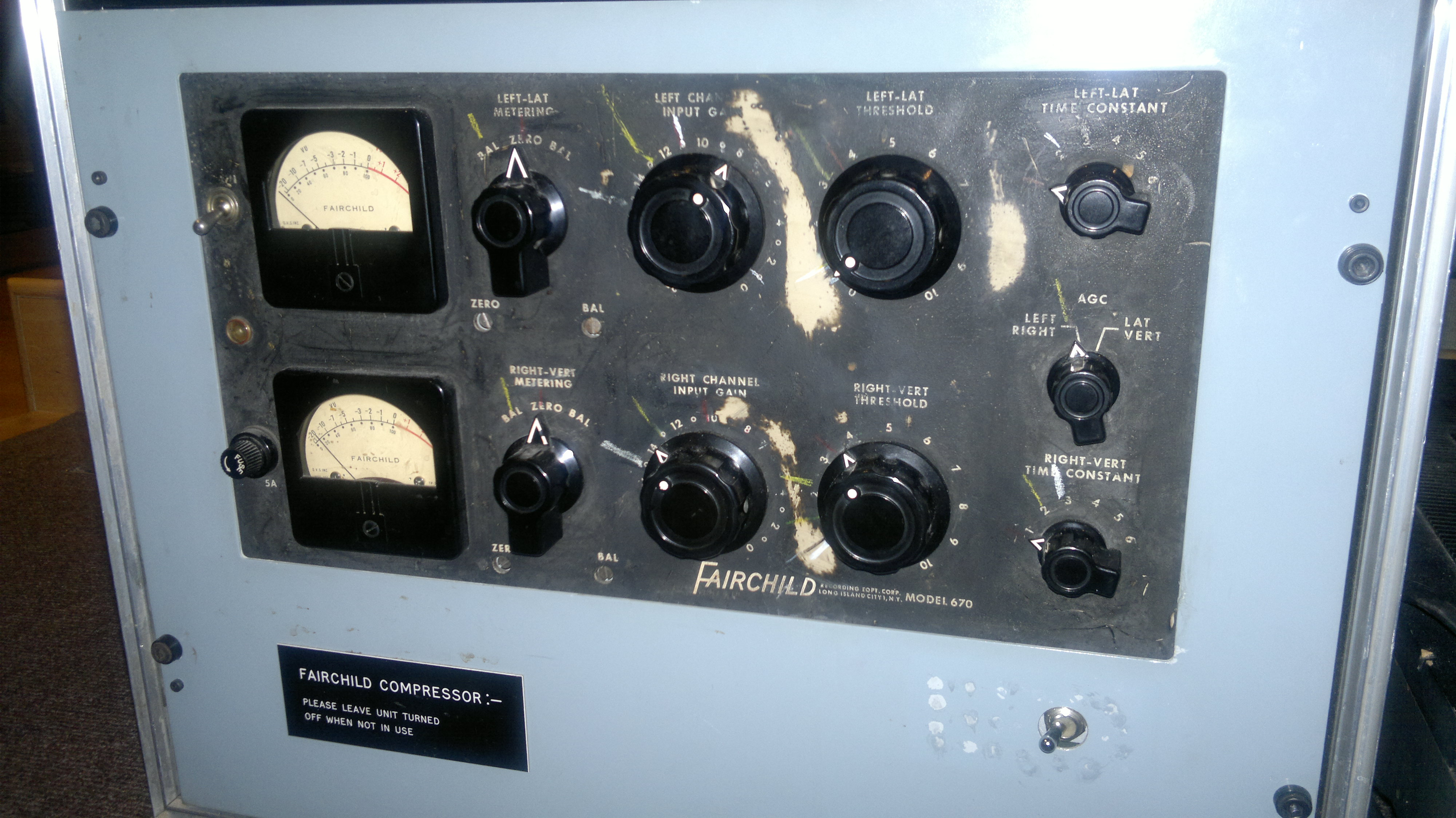
Um compressor estéreo Fairchild 670. O equivalente mono da Fairchild, 660, foi usado extensivamente durante as sessões de Revolver e contribuiu para os sons robustos capturados no álbum.

Durante as sessões, Emerick gravou o amplificador do baixo de Paul através de um alto-falante, o qual Townsend havia reconfigurado para servir como um microfone, para dar ao baixo mais destaque do que nos lançamentos anteriores dos Beatles. Embora esta técnica específica foi usada apenas nas duas canções escolhidas para o single de maio de 1966, um som de baixo aprimorado foi uma característica de grande parte do álbum. Emerick também garantiu uma presença maior do bumbo de Ringo, ao colocar um item de roupa dentro de sua estrutura para amortecer o som, mudando o microfone alguns centímetros para perto da pele e comprimindo o sinal através de um limitador Fairchild. Ian MacDonald escreve que, apesar do EMI ser tecnicamente inferior a muitos estúdios de gravação nos Estados Unidos, a bateria de Starr no álbum logo levou os estúdios lá a "serem dilacerados e remontados novamente", como os engenheiros procuravam replicar os sons inovadores realizados pelos Beatles. Essa preferência por aproximar o microfone dos instrumentos se estendeu às cordas orquestrais utilizadas em "Eleanor Rigby", para alcançar o pedido de McCartney por um som "realmente penetrante", e os metais em "Got to Get You into My Life". Essa foi outra quebra de padrão, e causa de alarme entre os tocadores de cordas com formação clássica.
De acordo com os autores Kevin Ryan e Brian Kehew, ADT, inversão de fitas e o microfone próximo à bateria estão entre as nove técnicas que as sessões de Revolver introduziram ao mundo da gravação pela primeira vez. Ryan e Kehew citam Emerick dizendo: "Eu sei com certeza que, desde o dia em que foi lançado, Revolver mudou a maneira como todo mundo fazia discos".

## Canções

### Visão geral
O biógrafo Steve Turner escreve que Revolver encapsula não apenas "o espírito da época", mas também a rede de pensadores culturais e sociais progressistas na qual os Beatles recentemente mergulharam em Londres. De acordo com os musicólogos Russell Reising e Jim LeBlanc, junto com "Rain", o disco marca o início do corpo de trabalho da banda incorporando a psicodelia, que manteve-se através de Sgt. Pepper's Lonely Hearts Club Band, Magical Mystery Tour e as novas canções gravadas em 1967 para a animação O Submarino Amarelo, junto com seus singles ao longo desses dois anos. Os autores viram as composições de Lennon e Harrison como as mais abertamente psicodélicas, e encontra traços evidentes do gênero nas paisagens sonoras e instrumentação do álbum, bem como em sua imagem lírica. O crítico musical Jim DeRogatis vê o LP como um dos primeiros trabalhos do gênero rock psicodélico, que acompanhou o surgimento da ideologia da contracultura na década de 1960.
Através de suas faixas individuais, Revolver cobre uma ampla gama de estilos, incluindo acid rock, chamber music, R&B, raga rock, música concreta, bem como os padrões contemporâneos do rock e pop. Na visão do autor Robert Rodriguez, a influência da música indiana permeia o álbum. Além dos sons e estilo vocal usados em grande parte da gravação, essa influência é evidente nas mudanças limitadas de acordes em algumas das músicas, sugerindo um pedal de estilo indiano. De acordo com o historiador cultural Simon Philo, Revolver continha "(a) implantação mais sustentada de instrumentos indianos, forma musical e, até mesmo, filosofia religiosa" ouvida na música popular até então. Escrevendo para a Slate, Jack Hamilton chama a música do álbum de "R&B de vanguarda", mostrando a dívida dos músicos para com a música afro-americana.
Em seus temas líricos, o álbum marca um afastamento radical dos trabalhos anteriores dos Beatles, já que a grande maioria das canções evita o tema do amor. De acordo com Reising e LeBlanc, as letras deste e dos discos psicodélicos posteriores da banda capturam a crença da cultura psicodélica nas qualidades reveladoras da verdade do LSD sobre as ilusões do pensamento burguês; rejeitar o materialismo em favor da espiritualidade de inspiração asiática; e explorar a sobreposição de significado entre uma "viagem" e viajar, resultando em narrativas em que o tempo e o espaço ficam confusos. Onde as canções se apresentam como canções de amor, continuam os autores, o amor é frequentemente transmitido como uma força unificadora entre muitos, e não entre dois indivíduos, ou como um "modo de vida".
O autor e crítico Kenneth Womack escreve sobre os Beatles explorando "fenomenologias da consciência" em Revolver, e cita como exemplos a preocupação de "I'm Only Sleeping" com os sonhos, e as referências à morte na letra de "Tomorrow Never Knows". Na avaliação de Womack, as canções representam dois elementos importantes do ciclo de vida humano que são "opostos filosóficos". Ecoando este ponto, o crítico musical Tim Riley escreve que, assim como "abraçar a vida significa aceitar a morte", as quatorze faixas "ligam uma visão desiludida do mundo moderno com uma crença na transcendência metafísica". Philo acha o "engajamento contra-cultural" dos Beatles evidente até mesmo nas canções que se apresentam como pop padrão. Na opinião de Reising, todas as faixas em Revolver estão interligadas, na medida em que cada linha de "Tomorrow Never Knows", a faixa de encerramento, é aludida ou explorada na letra de uma ou mais das faixas que a precedem.

### Lado um

#### "Taxman"
George escreveu "Taxman" como um protesto contra as altas taxas marginais de impostos pagas pelos mais assalariados, como os Beatles, que, sob o governo trabalhista de Harold Wilson, equivaliam a 95% da renda não auferida (ou seja, juros sobre poupanças e investimentos) acima do limite superior. A contagem falada no início da canção está fora de ritmo com a performance que se segue, um artifício que Riley credita por estabelecer a "nova estética de estúdio de Revolver". Os vocais de Harrison na faixa foram tratados com uma compressão pesada e ADT. Além de tocar uma parte de baixo flexionada em glissando que lembra o músico James Jamerson da Motown, Paul executou o solo de guitarra da música. A última seção também foi editada no final da gravação original, garantindo que a faixa fechasse com o solo reprisado em um fade-out. Rodriguez reconhece "Taxman" como a primeira música dos Beatles escrita sobre "preocupações atuais"; ele também cita seu "escárnio abrasivo" como um precursor do movimento punk rock da década de 1970. Concluída com contribuições de John, a letra refere-se nominalmente a Wilson, que acabara de ser reeleito primeiro-ministro nas eleições gerais de 1966, e a Edward Heath, o líder conservador da oposição.

#### "Eleanor Rigby"
O autor Kenneth Womack descreve "Eleanor Rigby" de Paul como uma "narrativa sobre os perigos da solidão". A história envolve a personagem-título, que é uma solteirona idosa, e um padre solitário chamado Father McKenzie, que escreve "sermões que ninguém ouvirá" ("sermons that no one will hear"). Ele preside o funeral de Eleanor e reconhece que, apesar de seus esforços, "ninguém foi salvo" ("no one was saved"). A primeira composição de McCartney a se afastar dos temas de uma canção de amor padrão, sua letra foi o produto de um esforço em grupo, com George, Ringo, John e o amigo deste último, Pete Shotton, todos contribuindo. Embora Lennon e Harrison fornecessem harmonias ao lado do vocal principal de Paul, nenhum Beatle tocou na gravação; em vez disso, Martin arranjou a faixa para um octeto de cordas, inspirando-se na trilha sonora de Bernard Herrmann para o filme Psicose de 1960, de Alfred Hitchcock. Na opinião do autor Tim Riley, "a corrupção de 'Taxman' e a finalidade absoluta do destino de Eleanor tornam o mundo de Revolver mais sinistro do que qualquer outro par de canções de abertura poderia."

#### "I'm Only Sleeping"
O autor Peter Doggett descreve "I'm Only Sleeping" como "meio um sonho ácido, meio a preguiça latente de Lennon personificada." Tal como aconteceu com "Rain", a faixa básica foi gravada em um ritmo mais rápido antes de ser submetida à variação de velocidade. Este último tratamento, juntamente com ADT, também foi aplicado ao vocal de John enquanto ele procurava replicar, na descrição de Ian MacDonald, a "voz ressecada de um velho". Para o solo de guitarra, George gravou duas linhas separadas: a primeira com um som limpo, enquanto na segunda tocou sua Gibson SG através de uma fuzzbox. O biógrafo dos Beatles, Jonathan Gould, vê o solo como aparecendo para "suspender as leis do tempo e do movimento para simular a meia-coerência do estado entre a vigília e o sono". O musicólogo Walter Everett compara a canção a uma "pintura de texto particularmente expressiva".

#### "Love You To"
"Love You To" marcou a primeira incursão de Harrison na música clássica hindu como compositor, após a introdução da sitar em "Norwegian Wood" em 1965. Ele gravou a faixa com contribuições mínimas de Ringo e Paul, e nenhuma contribuição de John; Músicos indianos do Círculo de Música Asiática forneceram instrumentação como a tabla, a tambura e a sitar. O autor Peter Lavezzoli reconhece a canção como "a primeira tentativa consciente no pop de emular uma forma de música não-ocidental em estrutura e instrumentação". Além de tocar sitar na faixa, as contribuições de George incluíram uma guitarra elétrica com um efeito fuzz-tone. Everett identifica a mudança de métrica da música como sem precedentes no trabalho dos Beatles e uma característica que teria destaque em Sgt. Pepper. Parcialmente influenciada pelo uso de LSD por Harrison, a letra aborda o desejo do cantor por um "prazer sexual imediato", de acordo com Womack, e serve como um "chamado para aceitar nosso hedonismo interior e liberar nossas inibições mundanas".

#### "Here, There and Everywhere"
"Here, There and Everywhere" é uma balada que Paul escreveu no final das sessões de Revolver. Sua inspiração para a música foi a faixa "God Only Knows" do álbum Pet Sounds dos Beach Boys, que, por sua vez, Brian Wilson se inspirou para escrever depois de ouvir repetidamente Rubber Soul. O vocal dobrado de McCartney foi tratado com a aceleração da fita, resultando em um tom mais alto na reprodução. As linhas de abertura da faixa são cantadas em tempo livre antes que seu compasso 4/4 seja estabelecido; de acordo com Everett, "em nenhum outro lugar uma introdução dos Beatles prepara tão bem o ouvinte para os eventos tonais mais marcantes e expressivos que estão por vir." Womack caracteriza a canção como uma balada romântica "sobre viver o aqui e agora" e "experimentar plenamente o momento consciente". Ele observa que, com a faixa anterior, "Love You To", o álbum expressa "exames correspondentes da experiência humana do amor físico e romântico".

#### "Yellow Submarine"
As canções ficaram mais interessantes, então com isso os efeitos ficaram mais interessantes. Acho que as drogas estavam fazendo efeito com um pouco mais de força nesse álbum (...) Embora nós sim tomamos certas substâncias, nunca fizemos isso em grande quantidade na sessão. Éramos muito trabalhadores.

– Ringo Starr, 2000
Paul e John escreveram "Yellow Submarine" como uma canção infantil e para o vocal de Ringo no álbum. A letra foi escrita com a ajuda do cantor escocês Donovan e conta a vida em uma viagem marítima acompanhada por amigos. Gould considera as qualidades infantis da faixa "enganosas" e que, uma vez em estúdio, ela se tornou "um sofisticado pastiche sonoro".
Em 1º de junho, os Beatles e alguns de seus amigos aprimoraram a atmosfera náutica festiva adicionando sons como correntes, sinos, assobios, baldes de água e copos tilintando, todos provenientes da sala de armadilhas do Estúdio 2. Para preencher a parte após a letra se referir a uma banda de metais tocando, George Martin e Geoff Emerick usaram uma gravação dos arquivos da EMI, emendando a cópia gravada e reorganizando a melodia. Lennon gritou parte das ordens do navio no meio da canção em uma câmara de eco. No verso final, ele repete as linhas vocais de Starr de uma maneira que Gould compara a "um velho vaudevilliano com a multidão na palma da mão". Riley reconhece a canção como uma mistura da comédia de The Goon Show com a sátira de Spike Jones. Donovan disse mais tarde que "Yellow Submarine" representava a situação dos Beatles como prisioneiros de sua fama internacional, à qual eles reagiram cantando uma canção comunitária e edificante.

#### "She Said She Said"
A atmosfera leve de "Yellow Submarine" é quebrada pelo que o autor Tim Riley chama de "a guitarra externamente controlada, mas internamente furiosa" que apresenta "She Said She Said" de Lennon. A canção marca a segunda vez que um arranjo dos Beatles usou uma métrica variável, depois de "Love You To", já que a base de 4/4 muda brevemente para 3/4. George lembrou que ajudou John a terminar a composição, que envolveu juntar três fragmentos separados da canção. Tendo saído da sessão, McCartney pode ou não ter contribuído com o baixo para a gravação. Além da guitarra solo e dos vocais harmoniosos, Harrison possivelmente executou a parte do baixo. A letra foi inspirada em parte por uma conversa que John e George tiveram com o ator Peter Fonda em Los Angeles em agosto de 1965, enquanto todos os três, juntos com Ringo e membros dos Byrds, estavam sob a influência de LSD. Durante a conversa, Fonda comentou: "Eu sei o que é estar morto" ("I know what it's like to be dead"), porque quando criança ele havia tecnicamente morrido durante uma operação.

### Lado dois

#### "Good Day Sunshine"
"Good Day Sunshine" foi escrita por Paul, cujo piano domina a gravação. A faixa foi uma das várias canções contemporâneas que evocaram o verão inglês excepcionalmente quente e ensolarado de 1966. O crítico musical Richie Unterberger a descreve como uma canção que transmite "um dos primeiros belos dias da primavera, logo depois de você se apaixonar ou começar as férias". Os versos refletem aspectos do vaudeville, enquanto Paul também reconheceu a influência do Lovin' Spoonful na composição. Executado por George Martin, o solo de piano da faixa lembra o estilo ragtime de Scott Joplin. A canção termina com harmonias de grupo repetindo a frase do título, criando um efeito que Tim Riley compara a uma "cascata" de vozes "entrando de direções diferentes, como o sol espiando por entre as árvores".

#### "And Your Bird Can Sing"
"And Your Bird Can Sing" foi escrita principalmente por John com uma pequena ajuda de Paul. Harrison e McCartney tocaram duas partes de guitarra na gravação, incluindo um riff ascendente que Riley chama de "magnético, tudo gruda nele". Riley descreve a composição como uma "reprimenda sombreada" no estilo de "Positively 4th Street" de Bob Dylan, em que Lennon canta para alguém que viu "sete maravilhas" ("You say you've seen seven wonders"), mas é incapaz de ter empatia por ele e por seus sentimentos de isolamento. Segundo Jonathan Gould, a canção foi dirigida a Frank Sinatra após John ler um artigo hagiográfico sobre o cantor na revista Esquire, no qual Sinatra foi elogiado como "o homem totalmente emancipado (...) o homem que pode ter tudo o que quiser".

#### "For No One"
"For No One" foi inspirada no relacionamento de Paul com a atriz inglesa Jane Asher, e seu título inicial era "Why Did It Die?". Junto com "Good Day Sunshine", que também dispensou partes de guitarra para Harrison e Lennon, Robert Rodriguez cita a faixa como um exemplo de McCartney evitando a dinâmica do grupo ao gravar suas músicas, uma tendência que se mostraria impopular entre seus companheiros de banda nos anos posteriores. A gravação traz Paul tocando piano, baixo e clavicórdio, acompanhado por Ringo na bateria e percussão. O solo de trompa francesa foi adicionado por Alan Civil, o trompista principal da Orquestra Filarmônica, que se lembra de ter que "preparar" sua parte, com pouca orientação de McCartney ou Martin na sessão de overdubbing. Embora reconhecendo a "lógica habitual" de Paul na estrutura musical da canção, Ian MacDonald comenta sobre a sensação de distanciamento transmitida na letra deste "relato curiosamente fleumático do fim de um caso". MacDonald sugere que Paul estava tentando empregar o mesmo "olho cinematográfico seco" que o diretor John Schlesinger adotou em seu filme de 1965, Darling.

#### "Doctor Robert"
"Doctor Robert" foi escrita por John, embora Paul tenha declarado desde então que foi o coautor da canção. Uma canção de rock baseada em guitarra no estilo de "And Your Bird Can Sing", cuja letra celebra um médico nova-iorquino conhecido por administrar injeções de anfetaminas a seus pacientes. Na gravação, a performance intensa é interrompida por duas seções de ponte onde, sobre o Harmônio e acordes de guitarra, os vocais do grupo sugerem um coro elogiando o médico por seus serviços.

#### "I Want to Tell You"
George contou que escreveu "I Want to Tell You" sobre "a avalanche de pensamentos" que achou difícil expressar em palavras. Apoiando a letra, seu riff de guitarra gaguejante, combinado com a dissonância empregada na melodia da música, transmite as dificuldades de se conseguir uma comunicação significativa. Os vocais de apoio proeminentes de John e Paul incluem uma ornamentação gamak(em inglês) de estilo indiano na harmonia alta de Paul, semelhante ao efeito melisma usado em "Love You To". Russell Reising e Jim LeBlanc citam a canção como um dos primeiros exemplos de como, a partir de 1966, as letras dos Beatles "adotaram um tom urgente, com a intenção de canalizar algum conhecimento essencial, as epifanias psicológicas e/ou filosóficas da experiência do LSD" para seu público cada vez mais consciente. De acordo com o autor e acadêmico Nick Bromell, "I Want to Tell You" e as próximas duas faixas de Revolver são os primeiros exemplos de música pop "dando voz às complexidades da experiência inovadora" proporcionada pelo LSD e outras drogas psicodélicas.

#### "Got to Get You into My Life"
Descrita por Tim Riley como a "canção mais derivada" do álbum, "Got to Get You into My Life" foi influenciada pela Motown Sound e escrita por McCartney depois de ter assistido a Stevie Wonder se apresentar na casa noturna Scotch of St. James em fevereiro. Os trompistas na faixa incluíam membros do grupo de Georgie Fame, os Blue Flames. Para captar o som desejado, microfones foram colocados nas saídas dos instrumentos de sopro e os sinais foram fortemente limitados. Um mês depois, uma cópia em fita dessas partes da trompa foi sobreposta com um ligeiro atraso, duplicando assim a presença das contribuições dos metais. Robert Rodriguez chama a faixa completa de "uma shouter de estilo R&B". Embora lançada na forma de uma canção de amor, Paul descreveu a letra como "uma ode à maconha, como outra pessoa escreveria uma ode ao chocolate ou a um bom clarete". A versão inicial da canção, lançada em Anthology 2, apresentava um acompanhamento acústico e órgão, e um refrão harmonizado de "I need your love", que foi substituído pela pausa de guitarra de George em um remake mais acelerado.

#### "Tomorrow Never Knows"
Esta é facilmente a novidade mais incrível que já criamos. Algumas pessoas podem dizer que parece uma bagunça terrível de som (...) Mas a música deve ser vista como interessante – se as pessoas a ouvem com os ouvidos abertos. É como a coisa indiana. Você não deve ouvir música oriental com ouvidos ocidentais.

– George Harrison, outubro de 1966
Robert Rodriguez descreve "Tomorrow Never Knows" de Lennon como "o maior salto para o futuro" da carreira musical dos Beatles até agora. A gravação inclui um solo de guitarra revertido, vocais processados e efeitos de fita em loop, acompanhando uma batida de bateria fortemente sincopada e repetitiva. Lennon adaptou a letra do livro de Timothy Leary, The Psychedelic Experience: A Manual Based on The Tibetan Book of the Dead, que iguala as realizações trazidas através do LSD com o estado espiritualmente iluminado alcançado através da meditação. Originalmente conhecida como "Mark I", e depois brevemente como "The Void", o título final veio por meio de um dos malapropismos de Ringo.
John pretendia que a faixa fosse uma evocação de uma cerimônia budista tibetana. A estrutura harmônica da música é derivada da música indiana e é baseada em cima de um pedal de alto volume em Dó tocado por George em uma tambura. Sobre a base da tambura, baixo e bateria, os cinco loops de fita compreendem vários sons manipulados: duas passagens de sitar separadas, tocadas ao contrário e aceleradas; uma orquestra soando um acorde de Si bemol; A risada de Paul, acelerada para se assemelhar ao grito de uma gaivota; e um Mellotron tocado em suas configurações de flauta, corda ou metal. O tratamento do alto-falante Leslie aplicado ao vocal de Lennon originou-se de seu pedido para que Martin o fizesse soar como se fosse o Dalai Lama cantando do topo de uma alta montanha. Reising descreve "Tomorrow Never Knows" como a inspiração para um álbum que "ilumina um caminho dedicado à liberdade pessoal e à expansão da mente". Ele vê a mensagem da canção como um precursor das declarações mais explicitamente políticas que os Beatles fariam nos próximos dois anos, em "All You Need Is Love" e "Revolution".

### Formato norte-americano
"I'm Only Sleeping", "And Your Bird Can Sing" e "Doctor Robert" foram as faixas omitidas da versão de Revolver da Capitol. No caso de "I'm Only Sleeping", a versão lançada em Yesterday and Today possui uma mixagem diferente daquela incluída no Revolver da EMI. Devido à exclusão das três faixas de John, havia apenas duas canções no lançamento da Capitol das quais ele foi o escritor principal, em comparação com três de George e seis de Paul. Na opinião de Tim Riley, além de subestimar a contribuição de Lennon, sua voz fica confinada a uma "mudança repentina para o surreal" no final de cada lado do LP, o que distorce o clima pretendido em todo o álbum.
O LP norte-americano de onze faixas foi o décimo álbum da banda pela Capitol Records e o décimo segundo álbum nos Estados Unidos no total. O lançamento de Revolver marcou a última vez que a gravadora lançou um álbum alterado dos Beatles no Reino Unido para o mercado norte-americano. Quando os Beatles assinaram novamente com a EMI em janeiro de 1967, o contrato estipulava que a Capitol não poderia mais alterar a lista de faixas de seus álbuns.

## Embalagem

### Arte da capa

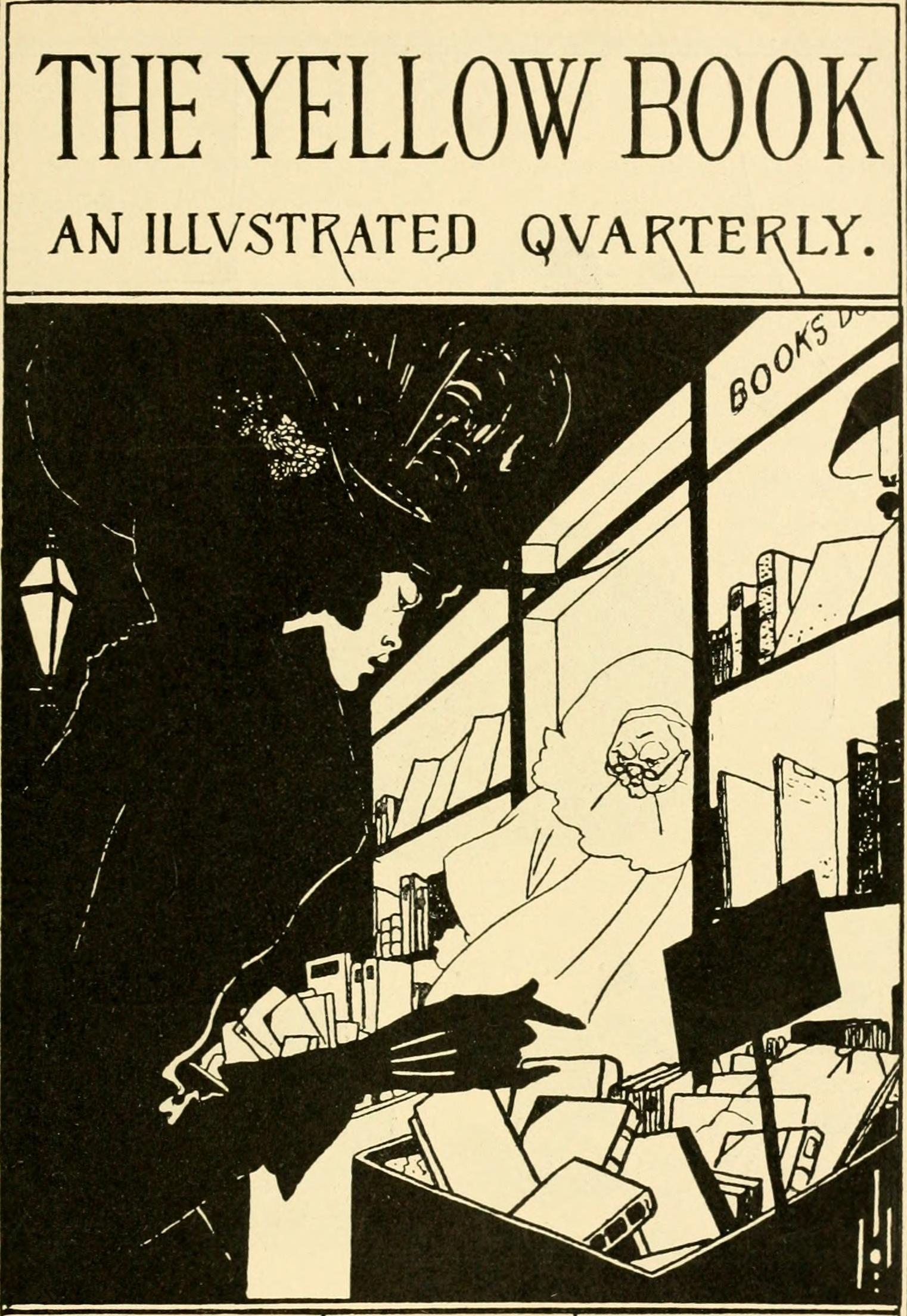
Para a capa de Revolver, Klaus Voormann inspirou-se no ilustrador de The Yellow Book, Aubrey Beardsley.

A capa de Revolver foi criada pelo baixista e artista alemão Klaus Voormann, um dos amigos mais íntimos e antigos dos Beatles desde sua época em Hamburgo no início da década de 1960. A arte de Voormann consistia em parte de traços de desenhos e em parte de colagens, utilizando fotografias tiradas principalmente entre 1964 e 1965 por Robert Freeman. Em seus desenhos dos quatro Beatles (Paul, John, George e Ringo, no sentido horário a partir do canto superior esquerdo da ilustração), Voormann inspirou-se no trabalho do ilustrador Aubrey Beardsley, que foi tema de uma longa exposição no Museu Vitória e Alberto de Londres em 1966 e altamente influente na moda e temas de design da época. Voormann colocou as várias fotos dentro do emaranhado de cabelo que conecta as quatro faces. O autor Steve Turner escreve que os desenhos mostram cada Beatle "em outro estado de consciência", de modo que as imagens mais antigas parecem sair deles.
O objetivo do artista era refletir a mudança radical no som representada, particularmente por "Tomorrow Never Knows", e sua escolha de uma capa em preto e branco foi um desafio deliberado à preferência por cores vivas. Quando apresentou seu trabalho aos Beatles, Epstein chorou, muito feliz por Voormann ter conseguido capturar o tom experimental da nova música dos Beatles. Voormann também desenhou uma série de quatro imagens, intituladas "Wood Face", "Wool Face", "Triangle Face" e "Sun Face", que apareceram na capa das partituras da Northern Songs para cada uma das músicas do álbum.
A contracapa do LP incluía uma fotografia dos Beatles. A foto fazia parte de uma série tirada por Robert Whitaker durante as filmagens em Abbey Road em 19 de maio e demonstrou a adoção pelos Beatles da moda de boutiques que haviam inaugurado recentemente em Chelsea, em vez dos designers de Carnaby Street que eles preferiam anteriormente. Turner vê a seleção dos trajes como um reflexo dos Beatles "ainda se vestindo de maneira semelhante, mas com uma marca individual"; ele identifica a escolha dos óculos de sol como outro exemplo de visual unificado, porém personalizado, em que os estilos variavam de lentes de formato oblongo, para John, a um par de formato oval usado por Ringo. Jonathan Gould, que descreve os óculos de Starr como "ridiculamente esbugalhados", considera o design da capa consistente com o ethos de "ruptura com o passado" que orientou a criação do álbum.
Durante a mesma sessão de fotos, Whitaker tirou fotos dos Beatles examinando as transparências laranja de seu projeto da "capa do açougueiro" para Yesterday and Today. A última imagem provou ser instantaneamente controversa nos Estados Unidos devido à sua representação de bonecas desmembradas e carne crua.

### Título
O título do álbum, assim como o de Rubber Soul, é um trocadilho, referindo-se tanto a uma espécie de arma quanto ao movimento "giratório" de um disco enquanto ele toca em uma vitrola. Gould vê o título como um "trocadilho McLuhanesco", já que, mais do que em seus álbuns anteriores, o ponto central de Revolver parece girar de um Beatle para outro a cada canção.
O grupo originalmente queria chamar o álbum de Abracadabra, até descobrirem que outra banda já o havia usado. Ao discutir possíveis alternativas, durante sua turnê alemã, John optou por Four Sides to the Circle em resposta ao Magic Circle de Paul, e Ringo, brincando, sugeriu After Geography, uma brincadeira com o título do recém-lançado LP Aftermath dos Rolling Stones. Outras sugestões incluíram Bubble and Squeak, Beatles on Safari, Freewheelin' Beatles e Pendulum antes da banda decidir por Revolver. Eles confirmaram sua escolha em um telegrama à EMI, enviado do hotel Tokyo Hilton em 2 de julho.

## Lançamento
Perderemos alguns fãs com (o novo álbum), mas também ganharemos alguns. Os fãs que provavelmente perderemos serão aqueles que gostam das coisas em nós que nunca gostamos.

– Paul McCartney, junho de 1966
Em meados de maio de 1966, o colunista do Record Mirror, Tony Hall, escreveu uma prévia das novas gravações dos Beatles na qual opinou que algumas delas eram "as mais revolucionárias já feitas por um grupo pop". Embora evitando mencionar os títulos oficiais das faixas, ele destacou "The Void" de Lennon por seus efeitos eletrônicos, junto com uma "canção de McCartney sobre pessoas solitárias" com orquestração de cordas e um "número de Harrison no qual ele toca um longo solo exótico de sitar". Na Grã-Bretanha, a EMI distribuiu gradualmente as canções do álbum para estações de rádio ao longo de julho – uma estratégia que o autor Ian MacDonald descreve como "construir antecipação para o que seria claramente uma nova fase radical na carreira musical do grupo". Revolver foi lançado lá em 5 de agosto e em 8 de agosto nos Estados Unidos. "Eleanor Rigby" foi lançada em um single de dois lados A com "Yellow Submarine". A combinação de uma balada desprovida de qualquer instrumentação tocada por um Beatle e uma novelty song marcou um afastamento significativo do conteúdo usual dos singles da banda.
O escritor Nicholas Schaffner compara as gravações dos Beatles de 1966 ao momento de transformação do filme O Mágico de Oz, "onde, quando Dorothy se descobre transportada do Kansas para Oz, o filme muda dramaticamente do preto e branco para o glorioso technicolor". O álbum apareceu um ano antes das drogas psicodélicas se tornarem um fenômeno na cultura jovem, e foi fonte de confusão para os fãs mais conservadores do grupo. Uma escritora reclamou mais tarde no Beatles Monthly que 1966 representou o fim dos "Beatles que conhecíamos antes de enlouquecerem". Desta forma, Revolver marcou o início de uma mudança no público principal dos Beatles, à medida que sua base de fãs jovens, dominada por mulheres, deu lugar a uma sequência que incluía cada vez mais ouvintes masculinos e mais sérios.
O lançamento coincidiu com um período de desafios de relações públicas para a banda, cuja combinação levou à decisão de se aposentar das apresentações ao vivo após o término da turnê norte-americana, em 29 de agosto. Nos Estados Unidos, o lançamento do álbum foi um evento secundário à polêmica em torno da recente publicação da entrevista de Maureen Cleave com John Lennon, na qual ele comentou que os Beatles haviam se tornado "mais populares que Jesus". Este episódio acompanhou a reação desfavorável à capa do açougueiro de Yesterday and Today, por parte da imprensa, rádios e dos comerciantes. Como resultado, nas coletivas de imprensa durante a turnê, as perguntas eram normalmente focadas em questões religiosas, e não nas novas canções da banda. Além disso, o grupo manifestou-se veementemente na sua oposição à Guerra do Vietnã, uma posição que redefiniu ainda mais a sua imagem pública nos EUA. Os Beatles não tentaram tocar nenhuma das canções de Revolver durante a turnê.
Relatando sobre a "Swinging London" para o Village Voice, Richard Goldstein disse que, como se em resposta ao antagonismo demonstrado em relação à banda nos Estados Unidos, "a juventude britânica mudou completamente o novo álbum dos Beatles, Revolver." O autor Howard Sounes escreve que, em meio ao bom tempo do verão de 1966 e à recente vitória da Inglaterra na Copa do Mundo, Revolver foi a "trilha sonora da temporada" do país.

### Lançamento no Brasil
Na discografia nacional, a Odeon Records, subsidiária da EMI no Brasil, optou pelo tradicional alinhamento de faixas da versão inglesa. Entretanto, o lançamento tinha uma fundamental diferença: embora fosse lançado no formato monofônico, a mixagem das faixas era, na verdade, da versão estereofônica inglesa. Como era praxe brasileira à época, as duas trilhas em estéreo foram condensadas em um único canal de áudio, gerando um "mono falso" (fake mono). Essa diferença é detectada quando comparadas, principalmente, as mixagens monofônica e estereofônica de três faixas presentes no LP: "I'm Only Sleeping", "Yellow Submarine" e "Tomorrow Never Knows". 
A versão monofônica oficial somente foi lançada no Brasil em 2009, com o lançamento do box set The Beatles in Mono.

## Desempenho comercial
No Reino Unido, onde "Eleanor Rigby" era o lado preferido do compacto, o single se tornou a canção mais vendida de 1966, após liderar as paradas nacionais por quatro semanas durante agosto e setembro. Na parada de LPs da Record Retailer (mais tarde UK Albums Chart), Revolver entrou em primeiro lugar e permaneceu lá por sete semanas durante suas 34 semanas no top 40. Na parada nacional compilada pela Melody Maker, o álbum ficou em primeiro lugar por nove semanas. Em outubro, pelo menos dez faixas do LP foram regravadas por outros artistas e revisadas pela Melody Maker. Entre eles, a versão de "Got to Get You into My Life" de Cliff Bennett and the Rebel Rousers, que McCartney coproduziu, foi um dos dez maiores sucessos. As baladas de Paul, "Here, There and Everywhere" e "For No One", tornaram-se muito populares entre os artistas convencionais. No Reino Unido, Revolver foi o segundo álbum mais vendido de 1966, atrás apenas da trilha sonora de A Noviça Rebelde. Na enquete dos leitores da NME de 1966, Revolver e Pet Sounds foram reconhecidos conjuntamente como o "Álbum do Ano" da revista.

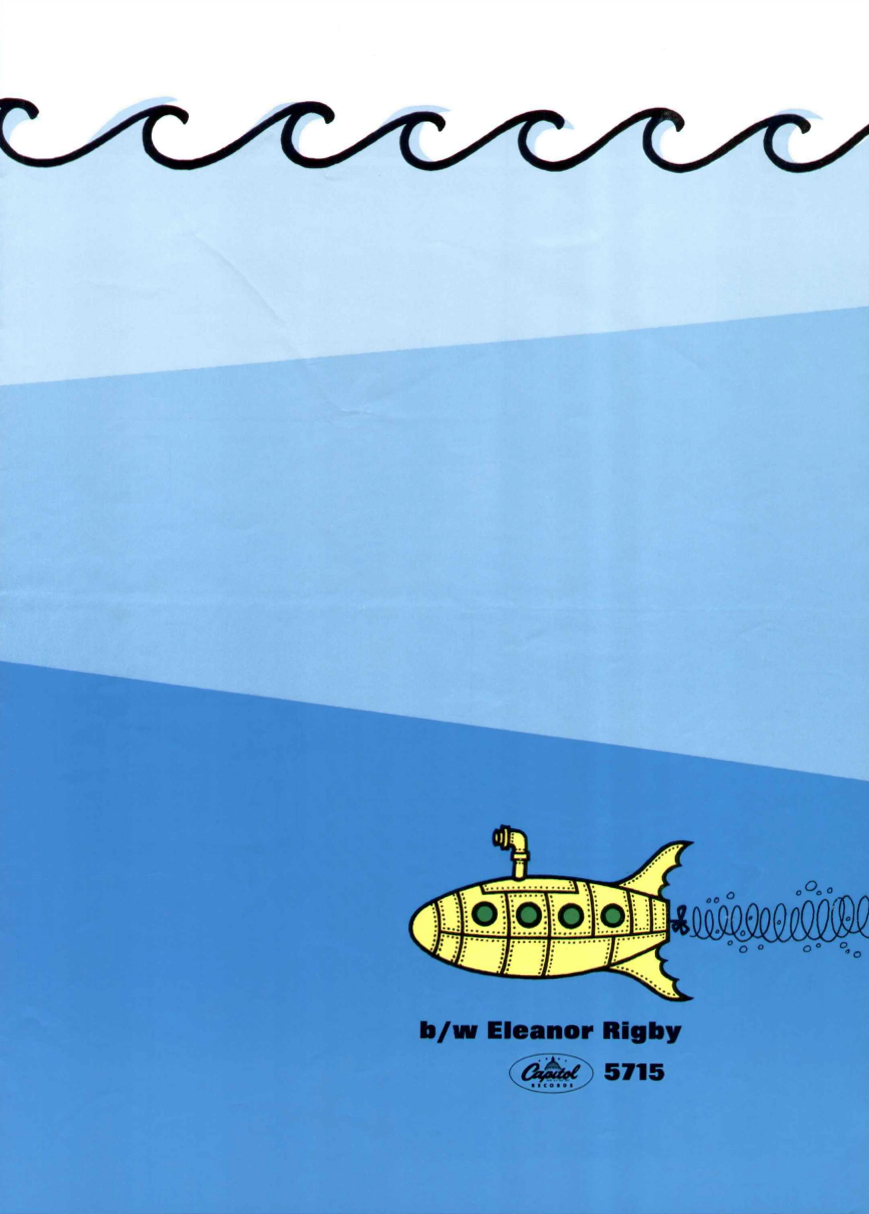
Anúncio comercial da Capitol para o single de duplo lado A do álbum, favorecendo "Yellow Submarine" em vez de "Eleanor Rigby".

Na América do Norte, a Capitol desconfiou das referências religiosas em "Eleanor Rigby", dada a controvérsia em curso, e em vez disso pressionou a divulgação de "Yellow Submarine". Esta última alcançou a 2ª posição na Billboard Hot 100, tornando-a, na descrição do autor Jonathan Gould, "o primeiro single 'designado' dos Beatles desde 1963" a não chegar ao topo dessa parada. Na parada de LPs da Billboard, Revolver alcançou o primeiro lugar em 10 de setembro, uma semana após o final das cinco semanas de Yesterday and Today no topo. Os Beatles foram presenteados com discos de ouro da Associação Americana da Indústria de Gravação, reconhecendo o álbum como um "vendedor de um milhão", durante uma coletiva de imprensa em 24 de agosto na Capitol Tower, em Hollywood. Revolver foi o número um por seis semanas e permaneceu nas paradas até meados de fevereiro de 1968. Em março de 1967, Revolver foi indicado ao Grammy de Álbum do Ano. O projeto da capa de Klaus Voormann ganhou o Grammy para Melhor Capa de Álbum ou Artes Gráficas(em inglês).
O lançamento em Compact Disc de Revolver em abril de 1987 padronizou a listagem de faixas para a versão original do Reino Unido. Revolver voltou à parada britânica de álbuns no mês seguinte, chegando ao 55º lugar, enquanto o álbum remasterizado de 2009 alcançou a 9ª posição. Em 2013, depois que a Indústria Fonográfica Britânica alterou seu protocolo de premiação de vendas, o álbum foi certificado em disco de platina com base nas vendas no Reino Unido desde 1994. Em janeiro de 2014, a versão da Capitol de Revolver foi lançada em CD pela primeira vez, tanto como parte do box set The U.S. Albums quanto como lançamento individual. A partir daquele ano, Revolver foi certificado 5 vezes como Platina pela Associação Americana da Indústria de Gravação.
Em 1966, "Paperback Writer" foi a 96ª canção mais tocada no Brasil.

## Recepção crítica
Na Grã-Bretanha, a recepção ao Revolver foi altamente favorável. Tendo achado Rubber Soul "quase monótono" ao momento, Melody Maker elogiou o novo lançamento, dizendo que era um trabalho que iria "mudar a direção da música pop". O crítico destacou seus "efeitos eletrônicos", a "tendência pelos clássicos" de Paul e o "uso impressionante da sitar" por George como diversos elementos que distinguiram o LP como um esforço de grupo, de modo que as "personalidades individuais dos quatro membros da banda estão agora se manifestando em alto e bom som". O escritor concluiu: "este é um álbum brilhante que sublinha de uma vez por todas que os Beatles definitivamente quebraram os limites do que costumávamos chamar de pop."
Edward Greenfield, do Guardian, intitulou sua crítica de "Thinking Pop" e escreveu que os três compositores dos Beatles "habitualmente saem do reino (do tema) de amor desleixado e, em vez disso, encontram inspiração (como artistas sérios sempre devem) em sentimentos e experiências específicas". Destacando a importância da estética clássica de Paul, ele reconheceu o sucesso contínuo da banda como uma "justificativa" do gosto popular em termos de seu alinhamento com o mérito artístico. Em seu resumo de 1966 para o Evening Standard, Maureen Cleave nomeou Revolver e o single como os melhores discos do ano, embora ela lamentasse que, junto com Mick Jagger, os Beatles tivessem se tornado indiferentes nisso, "Ao contrário de qualquer outra pessoa, eles pareciam saber o que queriam."

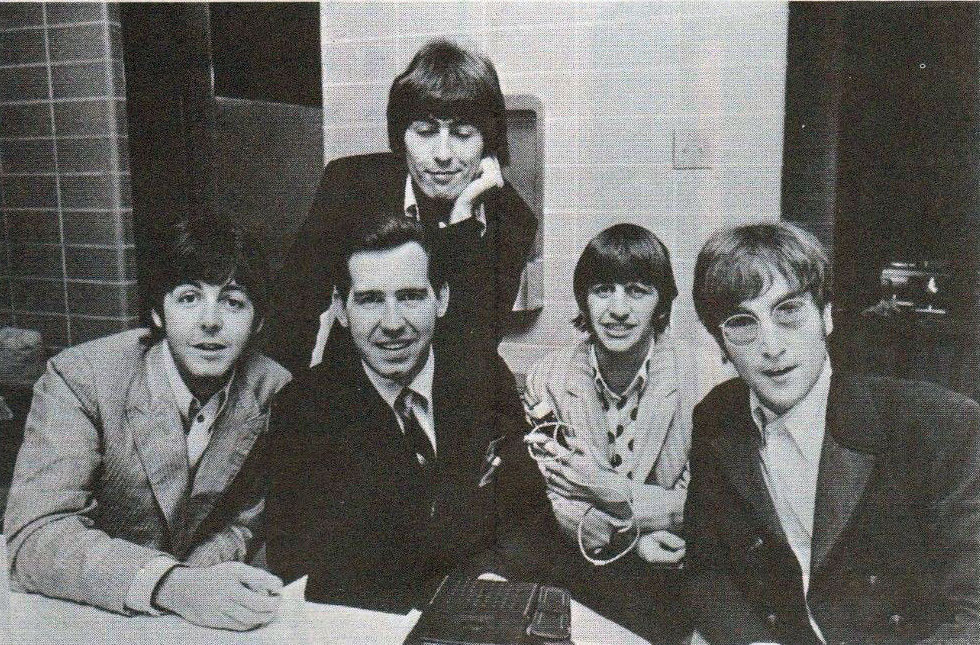
O grupo (com o disco-jóquei Jim Stagg) durante sua última turnê, em agosto de 1966.

Devido às controvérsias em torno dos Beatles durante sua turnê, a reação crítica nos Estados Unidos foi silenciada em relação aos lançamentos anteriores da banda. Segundo Robert Rodriguez, ao redefinir os limites da música pop, Revolver enfatizou a necessidade de uma crítica genuína do rock, uma forma de jornalismo que só se tornou comum a partir de 1967. Escrevendo no recém-lançado Crawdaddy!, Paul Williams deu ao LP americano uma crítica mista, na qual admirou "Love You To" e "Eleanor Rigby", porém ridicularizou "Tomorrow Never Knows" e "Yellow Submarine". Williams elogiou o alcance musical do álbum, mas descobriu que faltava uma qualidade integral, que ele reconheceu estar fora do controle do grupo.
Segundo Steve Turner, a combinação do álbum de sons novos e temas incomuns "desafiou todas as convenções do pop" e foi a próxima geração de escritores que "entendeu imediatamente". Em seu artigo para o Village Voice, Richard Goldstein descreveu Revolver como "um disco revolucionário" que foi "tão importante para a expansão do pop quanto Rubber Soul", e que exigia que os "limites do gênero fossem renegociados". Ele acrescentou: "parece que agora veremos este álbum em retrospecto como um trabalho chave no desenvolvimento do rock and roll em uma busca artística (...)" Outro escritor identificado por Turner, Jules Siegel, comparou Revolver a obras de John Donne, John Milton e William Shakespeare, dizendo que as letras da banda forneceriam a base para análises acadêmicas no futuro.
Relembrando o lançamento de Revolver em seu livro Revolution in the Head, Ian MacDonald diz que os Beatles "iniciaram uma segunda revolução pop – uma que, embora estimulando seus rivais existentes e inspirando muitos novos, deixou todos eles para trás". Em uma crítica de fevereiro de 1967, a Hit Parader declarou: "Revolver representa o auge da música pop. Nenhum grupo tem sido tão consistentemente criativo quanto os Beatles, embora o (Lovin') Spoonful e os Beach Boys estejam se aproximando o tempo todo (...) Em vez disso do que analisar a música, apenas sugerimos que você ouça Revolver três ou quatro vezes por dia e se maravilhe." Mais tarde naquele ano, na Esquire, Robert Christgau disse que o álbum era "duas vezes melhor e quatro vezes mais surpreendente que Rubber Soul, com efeitos sonoros, pedais orientais, bandas de jazz, letras transcendentalistas, todo tipo de surpresas rítmicas e harmônicas, e um filtro que fazia John Lennon soar como Deus cantando através de uma buzina de nevoeiro".

### Avaliações retrospectivas
| Críticas profissionais        | Críticas profissionais |
| Avaliações da crítica         | Avaliações da crítica  |
| Fonte                         | Avaliação              |
| ----------------------------- | ---------------------- |
| AllMusic                      | [ 375 ]                |
| The A.V. Club                 | A+                     |
| Blender                       | [ 377 ]                |
| The Daily Telegraph           | [ 378 ]                |
| Encyclopedia of Popular Music | [ 379 ]                |
| MusicHound Rock               | 4.5/5                  |
| Paste                         | 100/100                |
| Pitchfork                     | 10/10                  |
| The Rolling Stone Album Guide | [ 383 ]                |
| Sputnikmusic                  | 5/5                    |

Na edição de 2004 do The Rolling Stone Album Guide, Rob Sheffield escreveu que Revolver encontrou os Beatles "no auge de seus poderes, competindo entre si porque ninguém mais poderia tocá-los"; ele o descreveu como "o melhor álbum que os Beatles já fizeram, o que significa o melhor álbum de todos". Escrevendo para o PopMatters naquele ano, David Medsker disse que Revolver mostrou os quatro membros da banda "atingindo o pico exatamente ao mesmo tempo", e ele a considerou "o melhor do grupo, a carta que ficou sem resposta" entre uma série de declarações musicais reciprocamente influentes trocadas entre os Beatles e os Beach Boys entre 1965 e 1967. Em uma avaliação dos álbuns da banda em 2007, Henry Yates da revista Classic Rock combinou-o com o Sgt. Pepper's como os dois "clássicos essenciais" no cânone dos Beatles e o descreveu como "Sempre o favorito da fraternidade do rock (e o modelo para a carreira de Noel Gallagher)". Paul Du Noyer, em uma crítica para a Blender, disse que marcou a chegada do grupo como "gurus psicodélicos" e foi um trabalho em que os Beatles "revolucionaram seu próprio estilo e o próprio rock (...) com as inovações mais ousadas da carreira da banda".
Stephen Thomas Erlewine do AllMusic descreve Revolver como "o álbum pop moderno definitivo". Embora observando as diversas direções musicais adotadas por John, Paul e George em suas respectivas contribuições, ele afirma: "O maior milagre de Revolver pode ser que os Beatles cobriram tantos novos terrenos estilísticos e os executaram perfeitamente em um disco, ou pode ser que tudo isso se mantém perfeitamente unido." Em sua crítica para o The Daily Telegraph, Neil McCormick diz que o álbum mostra a banda em sua forma mais unificada e é um trabalho em que "eles introduzem novas perspectivas de som, mas ainda assim as contêm em canções bem estruturadas e executadas". Ele também atribui ao álbum uma qualidade amarga que faltou à psicodelia quando o gênero sucumbiu à "política confusa do flower power". Scott Plagenhoef do Pitchfork vê Revolver como um "marco sonoro" que, em suas letras, "amadureceu o pop de 'sonhos dos adolescentes' para uma busca mais séria que refletiu e moldou ativamente a época em que seus criadores viveram". Ele considera que é o "recorde de maturação" de McCartney como compositor, da mesma forma que Rubber Soul foi para Lennon.
Chris Coplan do Consequence of Sound está menos impressionado com o álbum, classificando-o como "B" e "a ovelha negra do catálogo dos Beatles". Embora admire o tom psicodélico, considera que esse experimentalismo torna as canções pop mais padronizadas, como "Got to Get You into My Life" e "Here, There and Everywhere", "aparentemente deslocadas" da coleção. Escrevendo para o Rough Guides, Chris Ingham descreve-o como "claramente brilhante", mas acrescenta: "Há um toque especial no som e um perigo no ar, o que torna a audição uma viagem desconfortável. É fácil de admirar, até mesmo de ser impressionado, mas alguns ouvintes acham Revolver um pouco mais difícil de amar." Em retrospecto, Christgau diz que prefere Sgt. Pepper, Rubber Soul e Abbey Road a Revolver, achando este último "um tanto confuso", mas mesmo assim digno de um "high A minus".

## Relançamentos
Junto com o resto do catálogo dos Beatles, o álbum foi lançado pela primeira vez em Compact Disc em 1987. Em 2009, a Apple e a EMI lançaram versões remasterizadas dos álbuns dos Beatles em CD. Revolver também foi incluído nos box sets lançados na época, The Beatles (The Original Studio Recordings)(em inglês) e The Beatles in Mono.
Em 28 de outubro de 2022, uma edição expandida e remixada(em inglês) de Revolver foi lançada. Inclui uma nova remixagem estereofônica do álbum, feita por Giles Martin, com a ajuda da tecnologia de mixagem desenvolvida pela WingNut Films de Peter Jackson, bem como a mixagem monofônica original, gravações das sessões, demos e um EP contendo novas mixagens de "Paperback Writer " e "Rain".

## Lista de faixas
A listagem de faixas a seguir é para o lançamento original em todos os mercados, exceto a América do Norte, e foi posteriormente adotada como a versão padrão do álbum para seu lançamento internacional em CD em 1987. A edição original norte-americana usou esta ordem, porém omitiu "I'm Only Sleeping", "And Your Bird Can Sing" e "Doctor Robert". Todas as faixas escritas por Lennon–McCartney, exceto as músicas com asteriscos (*), que são de George Harrison.
Lado um
| N.º            | Título                       | Solista        | Duração |  |
| 1.             | "Taxman" (*)                 | Harrison       | 2:36    |  |
| 2.             | "Eleanor Rigby"              | McCartney      | 2:11    |  |
| 3.             | "I'm Only Sleeping"          | Lennon         | 3:02    |  |
| 4.             | "Love You To" (*)            | Harrison       | 3:00    |  |
| 5.             | "Here, There and Everywhere" | McCartney      | 2:29    |  |
| 6.             | "Yellow Submarine"           | Starr          | 2:40    |  |
| 7.             | "She Said She Said"          | Lennon         | 2:39    |  |
| Duração total: | Duração total:               | Duração total: | 18:33   |  |

Lado dois
| N.º            | Título                        | Solista        | Duração |  |
| 1.             | "Good Day Sunshine"           | McCartney      | 2:08    |  |
| 2.             | "And Your Bird Can Sing"      | Lennon         | 2:02    |  |
| 3.             | "For No One"                  | McCartney      | 2:03    |  |
| 4.             | "Doctor Robert"               | Lennon         | 2:14    |  |
| 5.             | "I Want to Tell You" (*)      | Harrison       | 2:30    |  |
| 6.             | "Got to Get You into My Life" | McCartney      | 2:31    |  |
| 7.             | "Tomorrow Never Knows"        | Lennon         | 3:00    |  |
| Duração total: | Duração total:                | Duração total: | 16:28   |  |

## Ficha técnica
De acordo com Mark Lewisohn e Ian MacDonald, exceto onde indicado:
The Beatles
- John Lennon – vocais principais, harmonias e vocais de apoio; guitarras rítmica e acústica; órgão Hammond, Mellotron,[398] harmônio; loops de fita, efeitos sonoros; pandeireta, palmas, estalos de dedos
- Paul McCartney – vocais principais, harmonias e vocais de apoio; baixo elétrico, guitarras rítmica[191] e solo; piano, clavicórdio; loops de fita, efeitos sonoros; palmas, estalos de dedos
- George Harrison – vocais principais, harmonia e vocais de apoio; guitarras solo, rítmica, acústica e baixo elétrico; sitar, tambura; loops de fita, efeitos sonoros; maracas, pandeireta, palmas, estalos de dedos
- Ringo Starr – bateria; pandeireta, maracas, campana, chocalho, palmas, estalos de dedos; loops de fita; vocais principais e vocais de apoio[399] em "Yellow Submarine"

Produção e músicos adicionais
- Anil Bhagwat – tabla em "Love You To"

- Alan Civil – trompa francesa em "For No One"
- George Martin – produtor; engenheiro de mixagem; piano em "Good Day Sunshine" e "Tomorrow Never Knows"; órgão Hammond em "Got to Get You into My Life"; loops de fita de banda marcial em "Yellow Submarine"
- Geoff Emerick – engenheiro de gravação e mixagem; loops de fita de banda marcial em "Yellow Submarine"
- Mal Evans – bumbo e vocais de fundo em "Yellow Submarine"
- Neil Aspinall – vocais de fundo em "Yellow Submarine"
- Brian Jones – efeitos sonoros, ocarina[399] e vocais de fundo em "Yellow Submarine"
- Pattie Boyd – vocais de fundo em "Yellow Submarine"
- Marianne Faithfull – vocais de fundo em "Yellow Submarine"
- Alf Bicknell – efeitos sonoros[399] e vocais de fundo em "Yellow Submarine"
- Tony Gilbert, Sidney Sax, John Sharpe, Jurgen Hess – violinos; Stephen Shingles, John Underwood – violas; Derek Simpson, Norman Jones – cellos: octeto de cordas em "Eleanor Rigby", orquestrado e conduzido por George Martin (com Paul McCartney)
- Eddie Thornton, Ian Hamer, Les Condon – trompetes; Peter Coe, Alan Branscombe – saxofone tenor: seção de metais em "Got to Get You into My Life" arranjada e conduzida por George Martin (com Paul McCartney)